# Vilhelm III av Holland
Vilhelm III av Holland, född 1286, död 1337, var regerande greve av Hainaut och Holland 1304–1337.